# Шептекіта Валерій Іванович
Валерій Іванович Шептекіта (20 грудня 1940, Тлумач, Івано-Франківська область — 3 червня 2021, Київ) — радянський і український актор театру, кіно та дубляжу. Заслужений артист Української РСР (1982). Народний артист України (2000).

## Життєпис
Народився 20 грудня 1940 року у місті Тлумачі Івано-Франківської області.
У дитинстві жив у місті Охтирці Сумської області. Після закінчення школи грав в Охтирському Народному театрі, співав у чоловічій хоровій капелі.
У 1967 році закінчив Київський державний інститут театрального мистецтва імені Івана Карпенка-Карого (курс Михайла Карасьова).
У 1979 році пройшов конкурсний відбір до новоствореного у Києві Молодіжного (зараз — Молодого) театру, став до числа найпершого його акторського складу. У першій прем'єрі театру «…З весною я до тебе повернуся» Валерій Шептекіта виконував роль Островського, а у відомій комедії «За двома зайцями» — Сірка.

Могила Валерія Шептекіти, Байкове кладовище

Серед інших відомих ролей актора — вистави «Сватання на Гончарівці», «Дядя Ваня», «Дівочий виноград» та інші. Сцені Молодого театру віддав 40 років життя. 20 грудня 2020 року зіграна 251-й раз роль Омелька на 20-річчя виставі «Кайдаші» Наталі Дубіни за повістю «Кайдашева сім'я» Івана Нечуя-Левицького у постановці Миколи Яремківа, яку незмінно грав з прем'єри, яка відбулася 20 грудня 2000 року.
Останній раз вийшов на сцену 8 травня 2021 року у виставі «Гагарін і Барселона», невдовзі захворів на коронавірусну хворобу. Ситуацію ускладнило те, що Шептекіта до останнього відмовлявся звертатися за допомогою лікарів, так як все життя лікувався самостійно. Помер у київській лікарні 3 червня 2021 року.
Був кремований, прах похований у колумбарії Байкового кладовища, біля крематорію (10 ділянка тераси, 1 ряд, 224 місце; 50°24′55.6″ пн. ш. 30°30′9.27″ сх. д. / 50.415444° пн. ш. 30.5025750° сх. д.).

### Сім'я
- Колишня дружина — Ірина Кравченко (нар. 1952) — заслужена артистка України, акторка Молодого театру.
  - Син — Євген Шептекіта (нар. 1982) — артист-вокаліст Київської опери.

## Театральні роботи
- ЯНГОЛЬСЬКА КОМЕДІЯ, Лев Хохлов (за мотивами п’єси А. Ручелло «Фердінандо»), реж. Л. Сомов — Дон Кателліно
- ЛЮДИНА І ВІЧНІСТЬ, Андрій Курейчик, переклад Олександра Ірванця, реж. Т. Криворученко — Небуття
- З ВЕСНОЮ Я ДО ТЕБЕ ПОВЕРНУСЬ, Олексій Казанцев, реж. О. Заболотний — Островський
- ПІТИ Й НЕ ПОВЕРНУТИСЬ, Василь Биков, реж. В. Семенцов — Хазяін
- ЛЮДИНА З ХВОСТОМ, Григорій Остер, реж. В. Семенцов — Директор
- ДУМА ПРО ЛЮБОВ, Михайло Стельмах, реж. О. Заболотний — Дяк, Батько
- ПРИГОДИ АЛІСТИ В КРАЇНІ ДИВ, за Льюїсом Керроллом, реж. В. Семенцов — Делікатес, хтось
- СІРАНО ДЕ БЕРЖЕРАК, Едмон Ростан, реж. В. Шулаков — Сірано
- СЛОВО О ПОЛКУ ІГОРЕВІМ, театральне сказання Віктор Шулакова, Ярослава Стельмаха, реж. В. Шулаков — Святослав
- МАЛЕНЬКА ФУТБОЛЬНА КОМАНДА, Юрій Щербак, реж. В. Шулаков — Яницький
- ТРИ СЕСТРИ, Антон Чехов, реж. О. Утєганов — Чебутикін
- ЦИЛІНДР, Едуардо де Філіппо, реж. К. Лінартович — Аттіліо
- ДЖІКЕТСЬКИЙ МАНІФЕСТ, Олександр Чхаїдзе, реж. М. Мерзлікін — Лашхі
- ГОГЕН, ПЕЙЗАЖ, ЮВАН, АЛЕВТИНА..., Семен Злотніков, реж. О. Булига — Пейзаж
- РЕПОРТАЖ, театральне дійство за мотивами творів Віталія Коротича, Юліуса Фучика, Вільяма Шекспіра, реж. В. Шулаков — Глашатай, Художник
- ДИКТАТУРА СОВІСТІ, Михайло Шатров, реж. Л. Танюк — Верховенський
- ПОЛІТ НАД ГНІЗДОМ ЗОЗУЛІ, Девід Вассермен, реж. В. Шулаков — Гардінг
- РЕВОЛЮЦІЙНИЙ ЕТЮД, Михайло Шатров, реж. Л. Танюк — Ленін
- ХОТТАБИЧ, Лазар Лагін, реж. В. Шулаков — Хоттабич
- ПРОРОК, Тарас Шевченко,  моновистава — Пророк
- ШЕЛЬМЕНКО-ДЕНЩИК, Григорій Квітка-Основ’яненко, реж. В. Гур’єв — Лопуцьковський
- ІГРИ ЗАМКУ КЛЬСІНОР, Нікола Йорданов, реж. Т. Криворученко — Полоній
- ВІЙ, Тамара Тамільченко за творами Миколи Гоголя, реж. В. Шулаков — Гервасій
- ОТАК ЗАГИНУВ ГУСКА, Микола Куліш, реж. Є. Морозов — Гуска
- ЕРЛІН, Оскар Уайльд  за п’єсою ВІЯЛО ЛЕДІ  ВІНДЕРМІЄР, реж. В. Шулаков — Огастус
- АВТОБУС, Станіслав Стратієв, реж. Т. Криворученко — Розумний
- Я, ФЕЙЄРБАХ, Танкред  Дорст, реж. Я. Нірод — Фейєрбах
- ГРА КОРОЛІВ, АБО ПАТ, Павло Когоут, реж. Т. Криворученко — Склепович
- ТАЄМНА ВЕЧЕРЯ, Жан Клод Брисвіль, реж. Т. Криворученко — Фуше
- ТРАГЕДІЯ ГАМЛЕТА, ПРИНЦА ДАНСЬКОГО, Вільям Шекспір, реж. С. Мойсеєв — Батько Гамлета
- СТАЛЬОВА ВОЛЯ, Максим Курочкін, реж. Д. Богомазов — Сліпий дід
- ЧОРНИЙ КВАДРАТ, Марк Розовський, спільний проект театрів «Золоті ворота та Молодого театру, реж. В. Пацунов — «А»
- ВИСТАВА ПРО ТЕАТР, Жан Марсан, реж. Є. Курман — Христіан
- ДОН ЖУАН, Жан-Батист Мольєр, реж. С. Мойсеєв — Франціск
- МІРАЖ, П’єр Буржад, реж. Т. Криворученко — Федір Федорович
- СВАТАННЯ НА ГОНЧАРІВЦІ, Григорій Квітка-Основ’яненко, реж. В. Шулаков — Прокіп
- ЗА ДВОМА ЗАЙЦЯМИ, Михайло  Старицький, реж. В. Шулаков — Сірко
- ОДРУЖЕННЯ, Микола Гоголь, реж. Т. Криворученко — Жевакін
- ДОН ЖУАН, Жан-Батист Мольєр, переклад Ірини Стешенко, реж. С. Мойсеєв — Дон Луіс, батько Дон Жуана
- МИЛИЙ ДРУГ, Гі де Моппасан, реж. Ю.Лізенгевич — Норбер де Варен
- ЗВИЧАЙНА ІСТОРІЯ, Марія Ладо, реж. Т. Криворученко — Кінь
- «Гагарін і Барселона» — Валєрка Іванович
- «Дівочий виноград» — Ігор Петрович
- «Ідеальне вбивство» — Старий місцевий житель
- «Кайдаші» — Кайдаш
- «Красуня і Чудовисько» — Казкар
- «Острів любові» — Дід
- «Підступність і кохання» — Камердинер
- «Тектоніка почуттів» — Шансоньє

## Фільмографія
- 1971 — «Зоряний цвіт»
- 1974 — «Гуси-лебеді летять» — Юхрим
- 1981 — «Овід» — сеньйор Грассіні
- 1983 — «Три гільзи від англійського карабіна» — Мацюк
- 1984 — «Іванко і цар Поганин»
- 1985 — «Диктатура»
- 1986 — «Мама, рідна, любима...» — отець Микола
- 1986 — «Самотня жінка бажає познайомитися» — Касьянов, друг Валентина
- 1986 — «Борис Годунов» — Пафнутій, ігумен Чудова монастиря
- 1988 — «Галявина казок»
- 1990 — «Погань»
- 1990 — «Нині прослався син людський»
- 1990 — «Розпад»
- 1992 — «На початку було слово»
- 1993 — «Сад Гетсиманський»
- 1995 — «Невідома Україна. Як судились колись в Україні». Фільм 5. «Втрачені права»
- 1997 —1998 — «Роксолана: Настуня»
- 2001 — «Леді Бомж»
- 2004 — «Російські ліки»
- 2005 — «Дванадцять стільців» — доктор Медофф
- 2005 — «Золоті хлопці»
- 2005 — «Навіжена»
- 2006 — «Богдан-Зиновій Хмельницький»
- 2006 — «Дев'ять життів Нестора Махно»
- 2006 — «Опер Крюк»
- 2006 — «Перше правило королеви»
- 2006 — «Приблуда»
- 2006 —  «Психопатка»
- 2006 —  «Стара подруга»
- 2006 —  «Театр приречених»
- 2007 — «Смерть шпигунам!»
- 2010 — «Непрухи»
- 2016 — «25-та година»
- 2016 — «Бестселер з кохання»
- 2018 — «Я, ти, він, вона»
- 2019 — «Папік»
- 2021 — «Королева доріг»

### Дублювання
Студія «Le Doyen»
- «Аладдін» — Султан
- «Повернення Джафара — Султан
- «Аладдін і король розбійників» — Султан
- «Аладдін» — Султан
- «Король Лев» (3 частини) — Рафікі
- «Король Лев: Тімон і Пумба» — Рафікі
- «Історія іграшок 2» — Майстер
- «Фінеас і Ферб» — Клайд Флінн, Реджинальд Флетчер
- «Вперед і вгору» — Чарлз Мунц
- «Різдвяна історія» — Ебенізер Скрудж
- «Принц Персії: Піски часу» — король Шараман
- «Самотній рейнджер» — Священник
- «Історія іграшок: Страшилка» — Годинник
- «Мері Поппінс повертається»
- «Хеллбой 2: Золота армія»
- «Справжня мужність»
- «Космічна місія»
- «Заміж у високосний рік»
- «Анонім»
- «Кіт у чоботях»
- «Маппет-шоу»
- «Нікчемний я 2»

Студія «Постмодерн»
- «Червона шапочка»
- «Трансформери 3»
- «Пінгвіни містера Поппера»
- «Невідомий»
- «Зоряні війни: Епізод I»
- «Містер Пібоді та Шерман»
- «Міст шпигунів»
- «До зустрічі з тобою»
- «Астерікс і таємне зілля»
- «Ріо» (старий дубляж студій «Постмодерн»\«Central Production International Group»)

Студія «Cinetype»
- «Початок»
- «Легенди нічної варти»
- «Гаррі Поттер та смертельні реліквії: Частина I»

## Нагороди і визнання
- 2000 — Народний артист України[2]